# Czernyola oedaleostylus
Czernyola oedaleostylus är en tvåvingeart som beskrevs av Mitsuhiro Sasakawa 1971. Czernyola oedaleostylus ingår i släktet Czernyola och familjen träflugor. Inga underarter finns listade i Catalogue of Life.